# Kauksi
Kauksi este o arie protejată (arie specială de conservare — SAC, sit de importanță comunitară — SCI) din Estonia întinsă pe o suprafață de 9,7 ha, integral pe uscat.

## Localizare
Centrul sitului Kauksi este situat la coordonatele 58°59′49″N 27°12′19″E / 58.9969°N 27.2054°E.

## Înființare
Situl Kauksi a fost declarat sit de importanță comunitară în aprilie 2004 pentru a proteja 1 specie de animale. Situl a fost protejat și ca arie specială de conservare în mai 2005.

## Biodiversitate
Situată în ecoregiunea boreală, aria protejată conține 1 habitat natural: Taiga vestică.
La baza desemnării sitului se află o specie protejată de  nevertebrate: Boros schneideri.